# 風花 (森山直太朗の曲)
「風花」（かざはな）は、森山直太朗9枚目のシングル。2005年11月16日発売。発売元はユニバーサルミュージック。

## 概要
「風花」とは俳句では季語として良く使われる遠くの山などに降った雪が風によって運ばれてちらちらと舞い降る雪のこと。温暖で雪が珍しい静岡県等では良く使われているが一般的にはあまり馴染みの無い言葉。ジャケットは、美術担当のスタッフが曲から得たイメージを基に制作した造花が使われている。本楽曲は制作に一番時間がかかった曲と語っている。一度完成せずに仕舞い込んだ楽曲を再び完成させた。NHK総合連続テレビ小説『風のハルカ』の主題歌に採用。同年の紅白歌合戦に2回目の出場。ミュージック・ビデオに浅田舞が出演。

## 収録曲
全曲　作詞・作曲：森山直太朗/御徒町凧　編曲：渡辺善太郎
1. 風花　NHK連続テレビ小説『風のハルカ』主題歌
2. 君とパスタの日々
3. 伝説